# Pišťucha stepní
Pištucha stepní (Ochotona pusilla) je druh zajícovce z čeledi pišťuchovití (Ochotonidae). Jedná se o široce rozšířený málo dotčený druh vyskytující se v Rusku, Kazachstánu i Číně. Během pleistocénu a ještě v průběhu holocénu areál výskytu zasahoval až do západní Evropy, zatímco v současnosti pišťuchy stepní obývají pouze nejvýchodnější okraje evropského kontinentu. Pišťucha stepní vytváří dva známé poddruhy, O. p. angustifrons a O. p. pusilla, které vzájemně odděluje řeka Ural.
Pišťucha stepní dosahuje velikosti 153 až 210 mm. Hmotnost se v průběhu dubna až června pohybuje mezi 95 až 203 g u samců a 105 až 277 g u samic. Ocas je zakrnělý, hlava krátká, s malýma zaoblenýma ušima. Zbarvení srsti se v průběhu letních měsíců pohybuje od tmavě šedé po hnědošedou, břicho je šedobílé. Zimní srst je o něco světlejší, ale až dvakrát delší a mnohem hustší (druh nehibernuje). Hmatové vousky jsou relativně krátké a délkou nepřesahují 50 mm.